# Iso Fidia

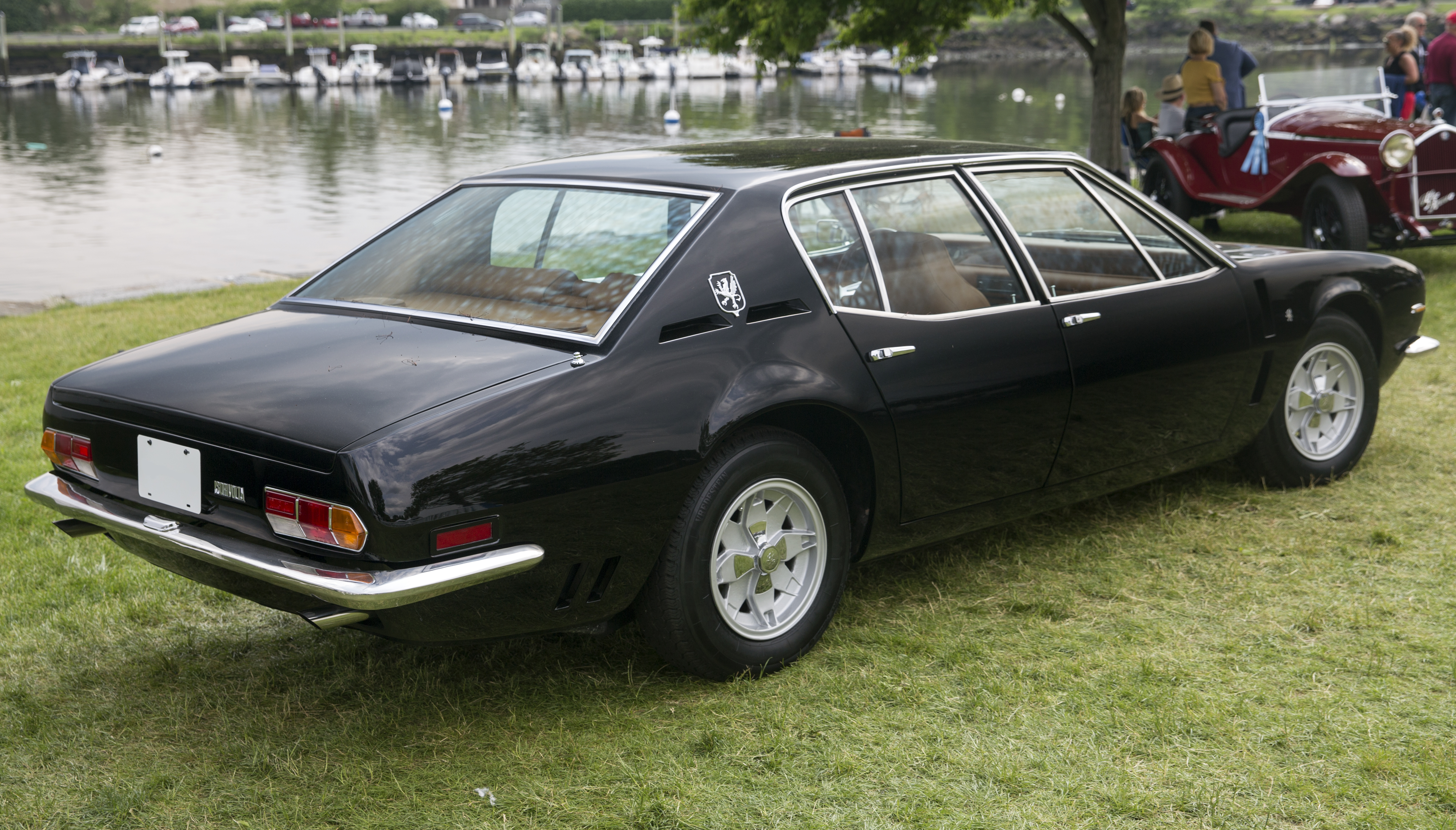
Rückansicht eines Fidia

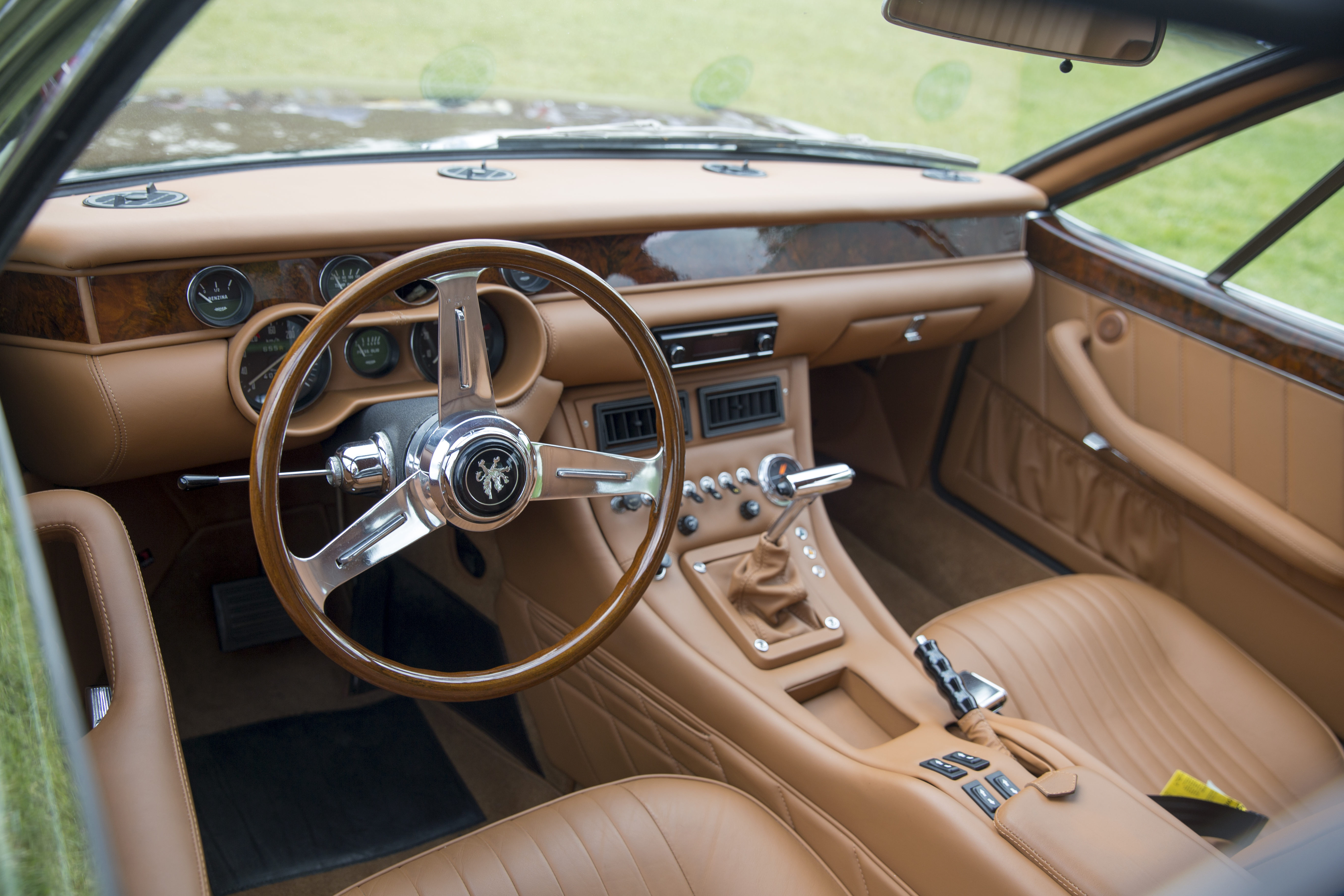
Interieur (1971)

Der Iso Fidia, anfänglich als Iso Rivolta S4 oder Iso Fidia 4S (4 Sportelli = 4 Türen) bezeichnet, ist eine viertürige Sportlimousine des italienischen Automobilherstellers Iso Rivolta, die zwischen 1967 und 1974 in geringen Stückzahlen hergestellt wurde.

## Das Konzept
Im Laufe des Jahres 1966 entwickelte Piero Rivolta, der nach dem Tod seines Vaters Renzo Rivolta die Leitung des norditalienischen Sportwagenhersteller Iso Rivolta aus Bresso bei Mailand übernommen hatte, die Idee, den etablierten Gran-Turismo-Sportwagen Iso Rivolta 300 um eine viertürige Limousine zu ergänzen. Anlass hierfür war in erster Linie der Erfolg des Maserati Quattroporte I (damals mit 225 km/h schnellste Limousine der Welt), mit dem die neue Iso-Limousine konkurrieren sollte.
Als technische Grundlage der Limousine diente das Fahrwerk des IR 300 mit Einzelradaufhängung an Doppel-Querlenkern vorne und De-Dion-Achse hinten, dessen Radstand geringfügig verlängert wurde. Die äußere Gestaltung des Wagens war eigenständig und wich mehr vom Herkömmlichen ab als die des vergleichsweise zurückhaltenden Coupés. Das Design war eine Arbeit von Giorgetto Giugiaros Studio Ital Styling, das hier als Subunternehmer für die Carrozzeria Ghia tätig war. Für die Gestaltung des Bugs nahm Giugiaro einige Elemente des De Tomaso Mangusta auf, den er kurz vorher entworfen hatte. Besonderes Merkmal der ISO-Limousine war eine hinter der A-Säule abfallende, vor der C-Säule dann wieder ansteigende Gürtellinie, die im britischen Sprachgebrauch gelegentlich als Cow-Hopping Belt-Line beschrieben wird. Die Hinterkante der Fondtüren war nach hinten geneigt. Dadurch und durch eine sehr flach abfallende Heckscheibe fiel die C-Säule ungewöhnlich breit aus; sie stand damit in einem auffallenden Gegensatz zu den filigranen A- und B-Säulen. Dieses Gestaltungsmerkmal griff Pininfarina mehr als drei Jahrzehnte später beim Maserati Quattroporte V wieder auf.
Auch der Antrieb des Fidia dem entsprach dem des IR 300. Iso griff auch hier auf US-amerikanische V8-Motoren zurück.
- Zunächst hatte der Iso Fidia einen 5,4 Liter, später 5,7 Liter großen Achtzylinder-V-Motor von General Motors, dessen Leistung mit 355 SAE-PS (265 kW) angegeben wurde. Als Kraftübertragung wurde serienmäßig ein manuell zu schaltendes vollsynchronisiertes Vierganggetriebe von General Motors angeboten; auf Wunsch war ein manuell zu schaltendes Fünfganggetriebe von ZF oder eine Powerglide-Zweigangautomatik von General Motors verfügbar. Etwas später wurde die Powerglide-Automatik durch eine neue Dreigangautomatik ersetzt, der „Turbo Hydra Matic 400“, die auch von GM geliefert wurde.

- Ab 1973 machte die Limousine den auch bei anderen Modellen der Marke vollzogenen Wechsel zu Ford-Triebwerken mit. Seitdem installierte Iso einen Ford-Achtzylindermotor der Baureihe „Cleveland“, mit 5,8 Litern Hubraum und 325 SAE-PS (242 kW). Serienmäßige Kraftübertragung war nunmehr das manuell zu schaltende Fünfganggetriebe von ZF; alternativ konnte eine Dreigangautomatik von Ford (Cruise-O-Matic) bestellt werden.

Zahlreiche Anbauteile kamen von italienischen Zulieferern. Die anfangs eingebauten eckigen Scheinwerfer kamen vom Fiat 125 Special, später gab es runde Doppelscheinwerfer. Die Rückleuchten, die auch beim Lamborghini Espada verwendet wurden, stammten vom Fiat 124 Coupé der ersten Serie.

## Modellgeschichte
Iso Rivoltas Limousine wurde im September 1967 auf der Internationalen Automobilausstellung in Frankfurt am Main vorgestellt. Anfänglich trug sie den Namen Iso Rivolta S4. Für die Vermarktung war es wichtig, den Wagen als eine Verbindung von Sportlichkeit und Komfort darstellen; weshalb das Modell in einem Verkaufsprospekt als „Le quattro poltrone piu veloci del mondo“ („Die vier schnellsten Sessel der Welt“) beschrieben wurde. 1968 kostete ein Iso Rivolta S4 51.315 DM bzw. 56.900 SFr.
Zwei Jahre später erhielt der S4 den Namen Iso Fidia, ohne dass mit der Umbenennung wesentliche technische oder optische Modifikationen verbunden waren. Der neue Name sollte an Phidias, einen Baumeister der griechischen Antike, erinnern. Dementsprechend war die Präsentation des „neuen“ Modells im Februar 1969 in Athen.
Im Jahre 1971 erhielt der Fidia ein neues Interieur, das im Wesentlichen baugleich mit dem des Iso Lele war. Statt eines massiven, holzverkleideten Armaturenbretts sah man nun eine mit Leder bezogene Einheit; der umlaufende Edelholzstreifen fiel deutlich kleiner aus und setzte sich in den Türverkleidungen fort. Das neue Armaturenbrett war deutlich eleganter, aber auch unpraktischer. Die Instrumente waren nun verstreut angeordnet und wurden teilweise vom Nardi-Lenkrad verdeckt.
Ab 1973 erhielt der Fidia V8-Triebwerke von Ford. Im Jahre 1974 (nach anderen Quellen: 1975) wurde die Produktion eingestellt.

## Die Produktion
Der Iso Fidia war kein kommerzieller Erfolg. In neun Jahren wurden insgesamt nur 192 (nach anderen Quellen 194) Exemplare hergestellt, 12 davon waren mit Rechtslenkung ausgestattet.
Solange beide Fahrzeuge parallel produziert wurden, stand der Fidia eindeutig im Schatten des Maserati Quattroporte I. Allerdings gelang es Iso Rivolta auch nach Einstellung des Maserati nicht, höhere Verbreitungszahlen zu erreichen. So wurden 1971 nur 15 Fahrzeuge hergestellt, 1972 waren es 21 und 1973 noch einmal 20.
Die Gründe für den mangelnden Erfolg sind vielschichtig. In der Presse wird immer wieder auf das mangelnde Prestige der Marke hingewiesen und auf den Umstand, dass der Fidia mit seiner als anspruchslos empfundenen Antriebstechnik aus der US-amerikanischen Großserie nicht das Niveau reinrassiger italienischer Sportwagenmarken wie Maserati oder Ferrari erreichte. Unter dieser vor allem auf dem europäischen Markt verbreiteten Kritik litt Iso ebenso wie andere Hersteller von „Hybrid“-Modellen, insbesondere de Tomaso. Daneben gab es zahlreiche Kritikpunkte, die sachlich festgemacht waren und in Fahrberichten wiederholt aufgegriffen wurden. Die Zeitschrift Motor hielt den Wagen für schlecht verarbeitet und im Detail lieblos konstruiert; so wurde etwa die Untauglichkeit der angeblich viel zu kleinen Scheibenwischer und die geringe Geschwindigkeit der elektrischen Fensterheber bemängelt. Zudem sei der Wagen wesentlich härter – und damit unkomfortabler – abgestimmt als der Maserati Quattroporte.

## Trivia
Bekannte Besitzer eines Iso Fidia waren Pete Townshend, Sonny Bono, James Last und John Lennon. Die beiden Letztgenannten hatten nacheinander zwei Fidia.

## Mitbewerber
- De Tomaso Deauville
- Jaguar Mark X
- Jaguar XJ V12
- Maserati Quattroporte I
- Mercedes-Benz 300 SEL 6,3
- Monica 560
- Monteverdi High Speed 375/4